# Constantino Noya
Constantino Jesús Noya (* unbekannt in Bolivien; † unbekannt) war ein bolivianischer Fußballspieler, der auf der Position des Mittelfeldspielers spielte. Er stand im Kader der bolivianischen Nationalmannschaft bei der Fußball-Weltmeisterschaft 1930 in Uruguay.

## Karriere

### Verein
Noya spielte auf Vereinsebene für Oruro Royal, einen der ältesten Fußballvereine Boliviens. Details zu seiner Vereinskarriere sind jedoch spärlich dokumentiert.

### Nationalmannschaft
Im Jahr 1930 wurde Noya in den Kader der Bolivianischen Fußballnationalmannschaft für die erste Fußball-Weltmeisterschaft berufen, absolvierte jedoch kein Spiel.